# Tapio Rautavaara
Kaj Tapio Rautavaara (Pirkkala, 8 de marzo de 1915-Helsinki, 25 de septiembre de 1979) fue un deportista, cantante y actor de cine finlandés.
Participó en los Juegos Olímpicos de Londres 1948 en atletismo, obteniendo una medalla de oro en la prueba de lanzamiento de jabalina. Ganó una medalla de bronce en el Campeonato Europeo de Atletismo de 1946.
Además, obtuvo dos medallas en el Campeonato Mundial de Tiro con Arco al Aire Libre, plata en 1955 y oro en 1958.

## Palmarés internacional
| Juegos Olímpicos   | Juegos Olímpicos      | Juegos Olímpicos  | Juegos Olímpicos |
| Año                | Lugar                 | Medalla           | Prueba           |
| ------------------ | --------------------- | ----------------- | ---------------- |
| 1948               | Londres (Reino Unido) | Medalla de oro    | Jabalina         |
| Campeonato Europeo |                       |                   |                  |
| Año                | Lugar                 | Medalla           | Prueba           |
| 1946               | Oslo (Noruega)        | Medalla de bronce | Jabalina         |

| Campeonato Mundial al Aire Libre | Campeonato Mundial al Aire Libre | Campeonato Mundial al Aire Libre | Campeonato Mundial al Aire Libre |
| Año                              | Lugar                            | Medalla                          | Prueba                           |
| -------------------------------- | -------------------------------- | -------------------------------- | -------------------------------- |
| 1955                             | Helsinki (Finlandia)             | Medalla de plata                 | Equipo                           |
| 1958                             | Bruselas (Bélgica)               | Medalla de oro                   | Equipo                           |